# Назаркевич Юрій Михайлович
Ю́рій Миха́йлович Назарке́вич (* 10 жовтня 1963, Львів) — український спортивний журналіст. Керівник прес-служби ФК «Карпати» (Львів). Історик і статистик футболу.
Закінчив Львівський державний університет ім. Івана Франка, факультет прикладної математики.
Вихованець групи підготовки СКА (Львів).
З 1992 року працює у прес-службі львівських «Карпат», із листопада 1994 р. очолює її. Історик і статистик футболу, співавтор книг «Історія львівського футболу» (1999), „«Карпати»: рік за роком“ (2003), „«Карпати» — все моє життя“ (2011).
Його статті друкували у виданнях «Карпати», «Високий Замок», «Український футбол», «Спортивна газета», «Весь Спорт», «Спорт-Экспресс в Украине», «Спорт-Арена».

Юрій Назаркевич є співавтором книг: «Історія львівського футболу» (1999), „«Карпати»: рік за роком“ (2003), „«Карпати» — все моє життя“ (2011) та "Гра триває" (2014). "Кубок у Львові" (2019).